# Dolina Malej hučavy
Dolina Malej hučavy (polsky Dolina Małej Huczawy) je nevýrazné mělké údolí, které se svažuje z jihozápadních srázů Tupej a ústí do Doliny Velké hučavy ve Vysokých Tatrách. Dolinou protéká potok Malá hučava, která je přítokem Velké hučavy.

## Název
Je odvozen ze jména Malé hučavy, potoka, který protéká dolinou.